# 拉斯穆斯·科福德
拉斯穆斯·科福德（丹麥語：Rasmus Kofoed，1974年8月22日—），出生於丹麥的比克羅德，是一名世界烹飪大賽獲得金獎的廚師。

## 生平
拉斯穆斯·科福德出生於丹麥的比克羅德，父母分居之後他跟著母親一起成長，求學階段在鲁道夫·施泰纳創辦的學校完成教育，他的學徒生涯從安格勒特酒店，接著前往比利時擁有米其林二星評鑑的Scholteshof餐廳，他在這裡獲得完整的廚師訓練成為主廚，回到哥本哈根之後曾經任職多家餐廳擔任主廚，之後在羅森堡花園附近和人合夥開設第一代的Geranium餐廳，不久之後這家餐廳得到丹麥米其林指南一星評鑑，但是2009年遇到其中一位投資人破產而結束營業。2010年拉斯穆斯·科福德選擇自己創業開設第二代的Geranium餐廳，2012年獲得米其林指南一星評鑑、次年獲得二星評鑑，2016年獲得三顆評鑑迄今，同時也是丹麥第一家獲得米其林指南三星評鑑的餐廳。

## 受獎
- 2011年 世界烹飪大賽金獎[2][3]
- 2016年 米其林指南[4]

## 相關連結
- Geranium餐廳官方網站 （页面存档备份，存于）